# Ларіджан-е Софла (дегестан)
Ларіджан-е Софла (перс. لاریجان سفلی) — дегестан в Ірані, у бахші Ларіджан, в шагрестані Амоль остану Мазендеран. За даними перепису 2006 року, його населення становило 2863 особи, які проживали у складі 884 сімей.

## Населені пункти
До складу дегестану входять такі населені пункти:
- Абд-оль-Манаф
- Аган-Сар
- Акес-Ше
- Аліабад
- Амре
- Байджан
- Бу-оль-Калям
- Гаджі-Дела
- Гафт-Танан
- Дарре-Кенар
- Дівран
- Кагруд
- Кані-Бон
- Келері
- Кефа
- Кіян
- Корф
- Лут
- Лягер
- Маріджан
- Міян-Дех
- Могаммадабад
- Намар
- Нандаль
- Несель
- Новсар
- Отак-Сара
- Панджаб
- Пардаме
- Пелеріє
- Разун
- Сова
- Тіне
- Тіран
- Шейх-Магаллє